# Örtjärnet (Älgå socken, Värmland)
Örtjärnet är en sjö i Arvika kommun i Värmland och ingår i Göta älvs huvudavrinningsområde. Sjöns area är 0,009 kvadratkilometer och den befinner sig 261 meter över havet.